# Catalina de Génova

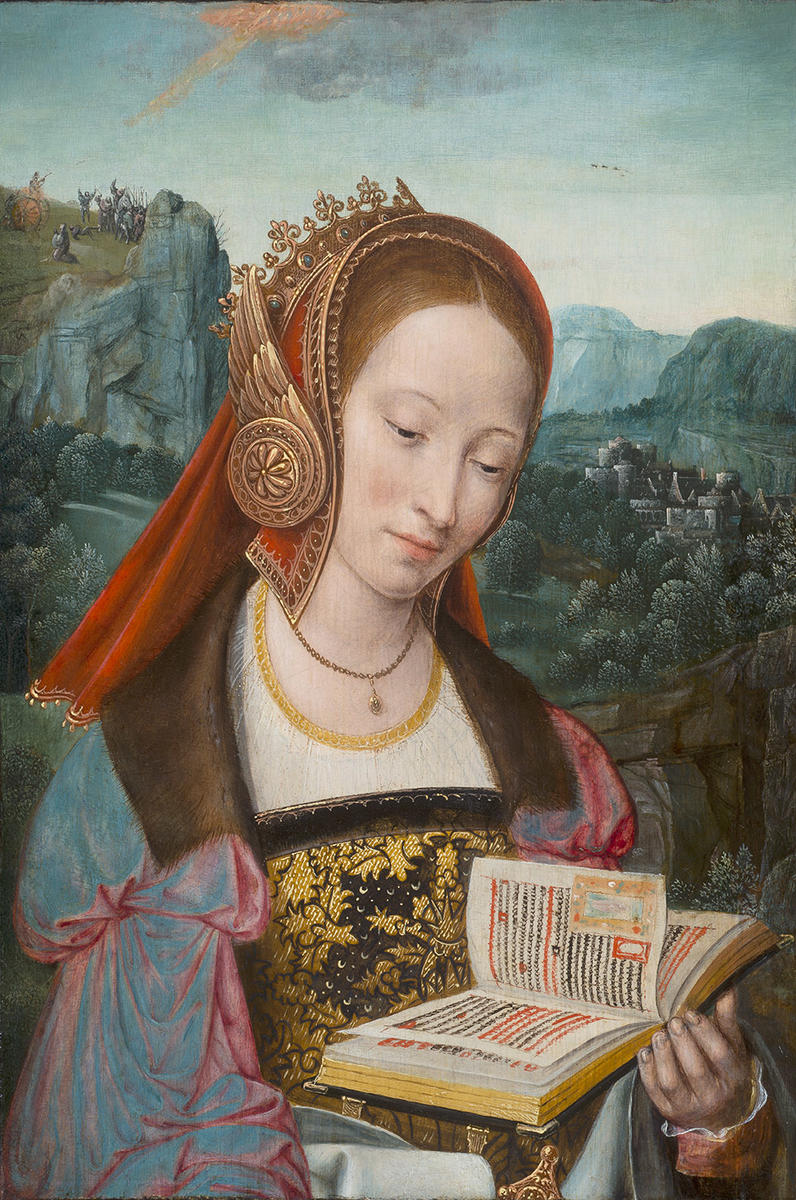

Catalina de Génova o Catalina Fieschi (Génova, 1447 - 1510) fue una noble genovesa, descendiente del papa Inocencio IV, que se distinguió por sus labores humanitarias con pobres y enfermos, especialmente durante la plaga que asoló a Génova en 1497 a 1501.

## Su vida
Los padres de Santa Catalina fueron Jacopo Fieschi y Francesca di Negro, ambos ilustres italianos. Su familia tuvo una conexión papal: Roberto, abuelo de la santa y hermano del papa Inocencio IV. Jacopo fue virrey de Nápoles.
Catalina deseaba entrar a un convento alrededor de los 13 años, inspirada en su hermana Limbania, quien era religiosa agustina, pero el confesor la rechazó por su tierna edad, después de lo cual ella parece haber puesto lejos esta idea sin más tentativas. A los 16 años se casa por deseos de sus padres con un noble genovés, Giuliano Adorno. Su matrimonio fue probablemente una acción para terminar la pelea entre sus dos familias. El matrimonio sin hijos resultaba en desgracia; Giuliano se tornó desleal y violento, lo cual convirtió la vida de su esposa en una miseria. Los detalles son escasos, pero parece por lo menos claro que Catalina pasó los primeros cinco años de su unión en la sumisión silenciosa, melancólica a su marido; diez años después de su unión, ella rogó a Dios que por tres meses la mantuviera enferma en cama de modo que ella pudiera escapar de su matrimonio, pero su rezo no fue escuchado.

## Conversión
Se convirtió por una experiencia mística el 22 de marzo de 1473, la cual marcó el comienzo de su vida en una profunda unión con Dios en la oración sin usar formas de oración como el rosario. Empezó a recibir la Comunión casi diariamente, una práctica extremadamente rara para las personas laicas de la Edad Media.
Ella combinó esto con el servicio desinteresado a los enfermos de Génova, en el cual su esposo se unió a ella, al que también convirtió. Después llegó a ser franciscano terciario, pero ella no se unió a ninguna orden religiosa. Catalina se convirtió en directora y tesorera del hospital.
Murió en 1510, agotada por trabajos de cuerpo y alma. Su muerte fue lenta, con varios días de dolor y sufrimiento, mientras experimentaba visiones y oscilaba entre la vida y la muerte. Su cuerpo permanece incorrupto.

## Enseñanza espiritual
Por cerca de 25 años, Santa Catalina, aunque iba con frecuencia a la confesión, no podía abrir su mente hacia cualquier persona, pero a finales de su vida le designaron al padre Marabotti para ser su guía espiritual, quien había sido director del hospital en donde su marido murió en 1477. A él Catalina le explicó sus estados, pasado y presente, y él compiló las memorias. Durante este período, su vida fue dedicada solamente a su relación con Dios, a través de la "inspiración interior".
En 1551, 41 años después de su muerte, se publicó el Libro de la vita mirabile et dottrina santa de la Beata Caterinetta de Genoa.
A Catalina se atribuyen dos obras: Diálogos del alma y del cuerpo y Tratado del Purgatorio, que también se atribuyen al agustino Canonesa Battistina Vernazza, que vivió en un convento en Génova desde 1510 hasta su muerte en 1587.

## Beatificación y canonización
Sus escritos fueron revisados por la Santa Sede y pronunciaron que contenían doctrina que, por sí sola probaba su santidad. Fue beatificada en 1675 por el papa Clemente X y canonizada en 1737 por el papa Clemente XII. Sus escritos llegaron a ser fuente de inspiración para otros líderes religiosos como san Roberto Belarmino, san Francisco de Sales y el cardenal Henry Edward Manning. Su fiesta litúrgica es celebrada el 15 de septiembre. El papa Pío XII la declaró patrona de los hospitales de Italia. Es patrona de su ciudad.